# Emmetropie
Emmetropie (von altgriechisch ἔμμετρος émmetros „im Maße“, „passend“ sowie ὤψ ōps „Auge“) ist der ophthalmologische Fachausdruck für Normalsichtigkeit. Ein Auge wird als normalsichtig oder emmetrop bezeichnet, wenn es ohne Akkommodationsaufwand einen optisch unendlich weit entfernten Gegenstand scharf abbildet. Das bedeutet im Sinn der geometrischen Optik, dass sich parallel einfallende Lichtstrahlen (Lichtquelle in großer Entfernung) genau in einem Punkt der Netzhaut schneiden.
Eine Abweichung davon wird als Fehlsichtigkeit (Ametropie) bezeichnet – dazu gehören Kurzsichtigkeit (Myopie), Weitsichtigkeit (Hyperopie) und Stabsichtigkeit (Astigmatismus).
Das Konzept der Emmetropie ist eine Idealisierung, die sowohl für das theoretische Verständnis als auch für die praktische Korrektur der Ametropie nützlich ist. Im Widerspruch zum Wort „Normalsichtigkeit“ liegt der Durchschnitt der menschlichen Augen im ametropen Bereich.
Für die Arbeit an optischen Instrumenten ist ein „normalsichtiges Auge“ im Allgemeinen keine Voraussetzung, weil sich meist am Okular ein Dioptrienausgleich befindet. Wichtiger ist hier jedoch die Freiheit von Astigmatismus (unterschiedliche Brechkraft des Auges vertikal und horizontal). Emmetropie ist ebenfalls keine rechtliche Voraussetzung für Berufe wie z. B. des Verkehrsflugzeug-Piloten, denen eine Ametropie von bis zu 3 dpt gestattet ist, des Busfahrers oder Schiffsführers. Hier werden allerdings hohe Anforderungen an die Sehschärfe gestellt.